# Seznam osebnosti iz Občine Črenšovci
Seznam osebnosti iz Občine Črenšovci vsebuje osebnosti, ki so se tu rodile, delovale ali umrle.
Občina Črenšovci ima 6 naselij: Črenšovci, Dolnja Bistrica, Gornja Bistrica, Srednja Bistrica, Trnje in Žižki.

## Gospodarstvo
- Martin Hozjan (1949, Črenšovci – ?, 2016), izseljenski tovarnar in domoljub

## Religija
- France Cigan (1908, Žižki – 1971, Ljubljana), duhovnik, glasbeni pedagog, zborovodja

- Jožef Godina (1898, Dolnja Bistrica – 1986, Gradec), duhovnik

- Danijel Halas (1908, Črenšovci – 1945, Hotiza), duhovnik

- Jožef Klekl st. (1874, Krajna – 1948, Murska Sobota), župnik, politik, nabožni pisatelj, založnik in urednik

- Sámuel Márkfi (roj. Franc Markoja) (1811, Črenšovci – 1861, Pešta) teolog, benediktinec, akademik

- Jakob Sabar (1802, Horvátzsidány – 1863, Črenšovci), duhovnik in pridigar

- Ivan Zelko (1912, Črenšovci – 1986, Špitalič pri Slovenskih Konjicah), duhovnik in zgodovinar

## Umetnost in kultura
- Ferdo Godina (1912, Dolnja Bistrica – 1994, Ljubljana), pisatelj in urednik
- Majda Kohek (1943, Črenšovci – ), igralka
- Jožef Margitaj (1854, Črenšovci – 1934, Budimpešta), hrvaško-madžarski profesor glasbe, učitelj, novinar, pisatelj
- Denis Škofič (1985, Murska Sobota – ), literarni kritik, pesnik, prozaist

## Vojska
- Janez Buček (1920, Črenšovci – ?), partizan
- Alojz Červič - Mihec (? – 1944, Črenšovci), partizan
- Ivan Čurič (1917, Žižki – 1945, Žižki), mehanik in partizan
- Avgust Doma (1916, Gornja Bistrica – 1945, Dachau), partizan
- Martin Doma (1911, Gornja Bistrica – 1942/43, Pohorje), trgovec in partizan
- Fran Godina (1920, Žižki – 1945, Jasenovac), partizan
- Martin Habc (1915, Trnje – 1941–45, ?), partizan
- Adam Horvat (1918, Gornja Bistrica – 1945, Gornja Bistrica), kmetovalec in partizan
- Ivan Hozjan (1913, Črenšovci – 1945, Dachau), partizan
- Cvetko Ignac (1912, Trnje – 1941–45, ?), partizan
- Jožef Ifko (1923, Gornja Bistrica – 1945, Dachau), kmetovalec in partizan
- Jožef Kelenc (1902, Dolnja Bistrica – 1941–1945), partizan
- Matin Kohek (1902, Črenšovci – 1945, Dachau), partizan
- Martin Kolenko (1919, Dolnja Bistrica – 1945, ?), partizan
- Štefan Kovač (1910, Nedelica – 1941, Gančani), publicist, pravnik, narodni heroj
- Jože Kramar - Juš (1924, Trnje – 1941–45, ?), partizan
- Jožef Markoja (1914, Črenšovci – 1945, Dachau), partizan
- Ivan Maučec (1921, Srednja Bistrica – 1945, Dolnja Bistrica), kmetovalec, dezertiral iz madžarske vojske
- Jakob Molek - Mohor (1914, Petkovec – 1945, Srednja Bistrica), partizan, narodni heroj
- Anton Plej (1918, Črenšovci – 1944, Jasenovac), študent medicine in partizan
- Jožef Skledar (1919, Črenšovci – 1945, Dachau), partizan
- Franc Škobrne (1986, Laško – 1945, Dachau), partizan
- Ivan Špiclin (1914, Dolnja Bistrica – 1941–1945), partizan
- Jožef Vučko (1912, Gornja Bistrica – 1944, Prekmurje), partizan
- Jožef Vuk (1913, Trnje – 1941–45, ?), partizan
- Eva Zavec (1923, Gornja Bistrica – 1945, Glino), bolničarka
- Jakob Zavec (1920, Gornja Bistrica – 1943, Gornja Bistrica), trgovec in partizan
- Jožef Zver (1908, Trnje – 1941–45, ?), partizan